# Mistrzostwa Nordyckie w Zapasach 1974
Mistrzostwa odbyły się w szwedzkim Trelleborgu 20 kwietnia 1974 roku.

## Tabela medalowa
Gospodarz zawodów został zaznaczony kolorem.
| Poz. | Państwo   |    |    |    | Łącznie |
| ---- | --------- | -- | -- | -- | ------- |
| 1    | Szwecja   | 8  | 1  | 1  | 10      |
| 2    | Finlandia | 1  | 8  | 1  | 10      |
| 3    | Norwegia  | 1  | 1  | 5  | 7       |
| 4    | Dania     | 0  | 0  | 3  | 3       |
|      | Łącznie   | 10 | 10 | 10 | 30      |

## Wyniki

### Styl klasyczny
| Konkurencja            | Złoto            | Srebro             | Brąz              |
| Kategoria do 48 kg     | Benni Ljungbeck  | Raimo Hirvonen     | Alte Stoeve       |
| Kategoria do 52 kg     | Kauko Naavala    | Kari Toivonen      | Kjell Henriksen   |
| Kategoria do 57 kg     | Per Lindholm     | Jussi Vesterinen   | Benny Jensen      |
| Kategoria do 63 kg     | Rolf Andersson   | Suli Heinonen      | Harald Hervig     |
| Kategoria do 68 kg     | Lars-Erik Skiöld | Markku Yli-Isotalo | Tage Weirum       |
| Kategoria do 74 kg     | Jan Karlsson     | Veikko Lavonen     | Bjoern Jensen     |
| Kategoria do 82 kg     | Leif Andersson   | Matti Riihioja     | Klaus Mysen       |
| Kategoria do 90 kg     | Keijo Manni      | Lars-Erik Nilsson  | Bernhard Esbensen |
| Kategoria do 100 kg    | Tore Hem         | Caj Malmberg       | Roland Andersson  |
| Kategoria ponad 100 kg | Ebbe Thorup      | Einar Gundersen    | Raimo Karlsson    |